# Franz Xaver Zettler
Franz Xaver Zettler, né le 21 août 1841 à Munich et mort le 27 mars 1916 à Munich, est un dessinateur et peintre de vitraux bavarois. Il fonde en 1871 à Munich l'institut de peinture de vitraux d'églises, entreprise recevant le privilège plus tard de fournisseur de la cour royale de Bavière.

## Biographie

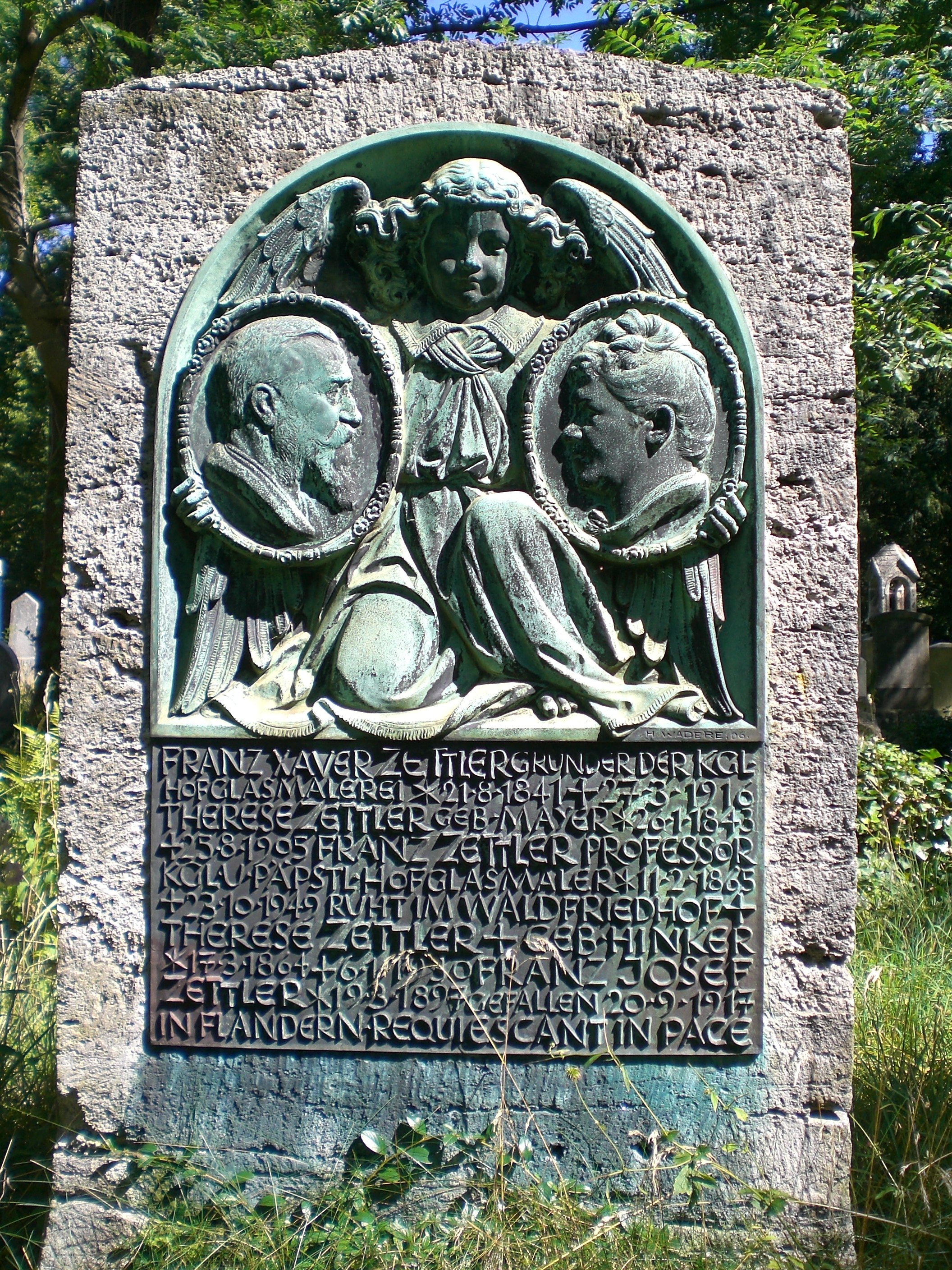
Tombe de la famille Zettler à l'ancien cimetière du Sud (Munich)

Zettler fait d'abord des études de commerce, puis s'oriente vers l'art. Il travaille chez Mayer et Cie, firme de son beau-père Joseph Mayer, célèbre sculpteur ornemental munichois qui ouvre une section de vitraux. la firme est connue dans l'Europe entière, et il prend la direction du département vitrail ensuite, puis il se met à son compte. Il fonde en 1871 sa propre entreprise, dénommée l'institut de peinture de vitraux d'églises à une époque où l'on redécouvre les vitraux du Moyen Âge et reçoit de nombreuses commandes, tant en Bavière, que dans toute l'Allemagne ou à l'étranger. Son entreprise reçoit le privilège d'être fournisseur de la cour et Zettler devient maître verrier de la cour, recevant également l'ordre de Saint-Michel. Il recevra plus tard l'ordre de François-Joseph et l'ordre de la Couronne de Prusse et l'ordre de l'Étoile de Roumanie.
Il publie avec Leonhard Enzler et Jakob Stockbauer en 1876 Ausgewählte Kunstwerke aus dem Schatze der reichen Kapelle in der königlichen alten Residenz zu München qui présente une collection de chromolithographies.

## Famille
Il épouse Therese Mayer la fille du fondateur de Mayer et Cie (plus tard Königliche Bayerische Hofkunstanstalt) qui lui donne entre autres trois fils qui continuent le métier de leur père et dirigent ensuite chacun une filiale de l'entreprise (Munich, New York, Rome).

## Quelques œuvres

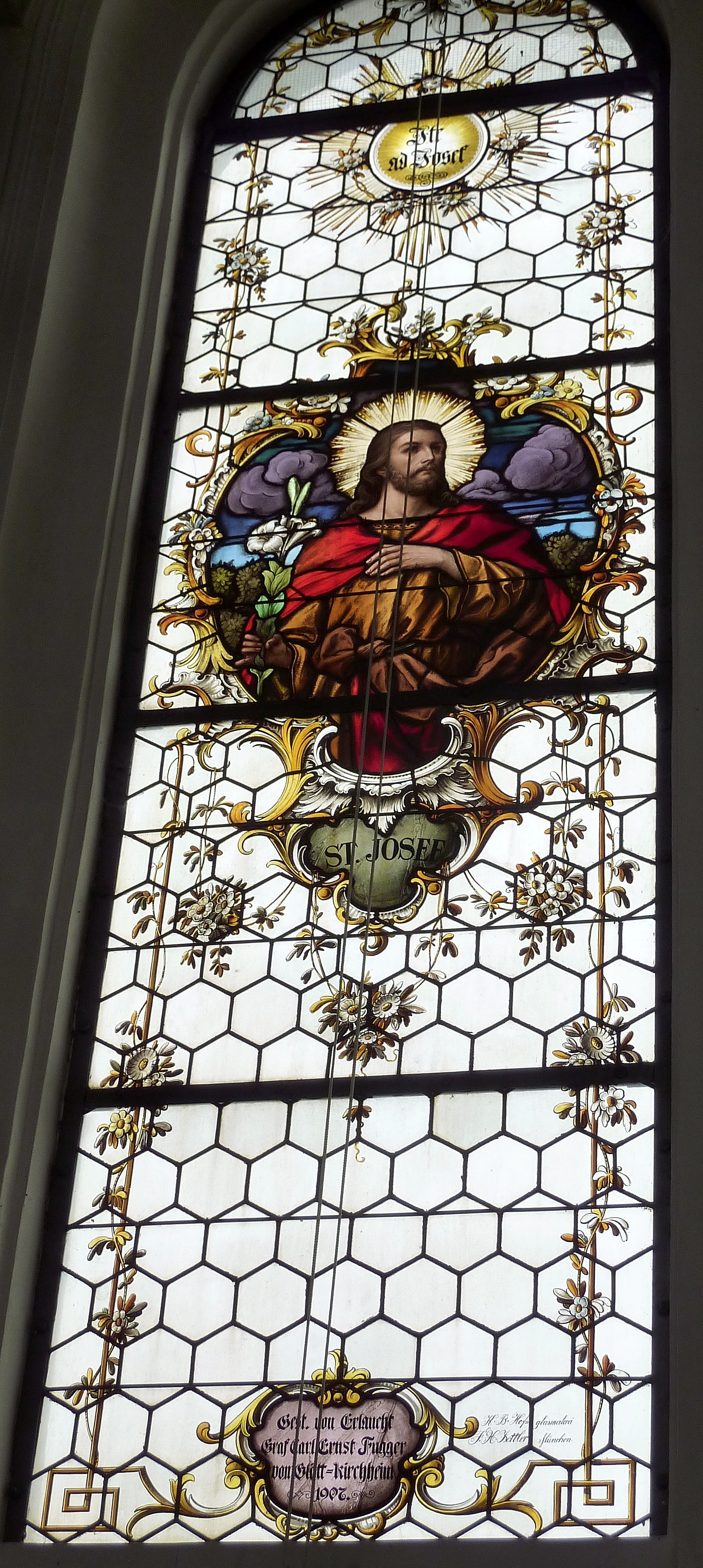
Vitrail de saint Joseph à l'église Saint-Nicolas d'Oberndorf am Lech (1902) en Souabe
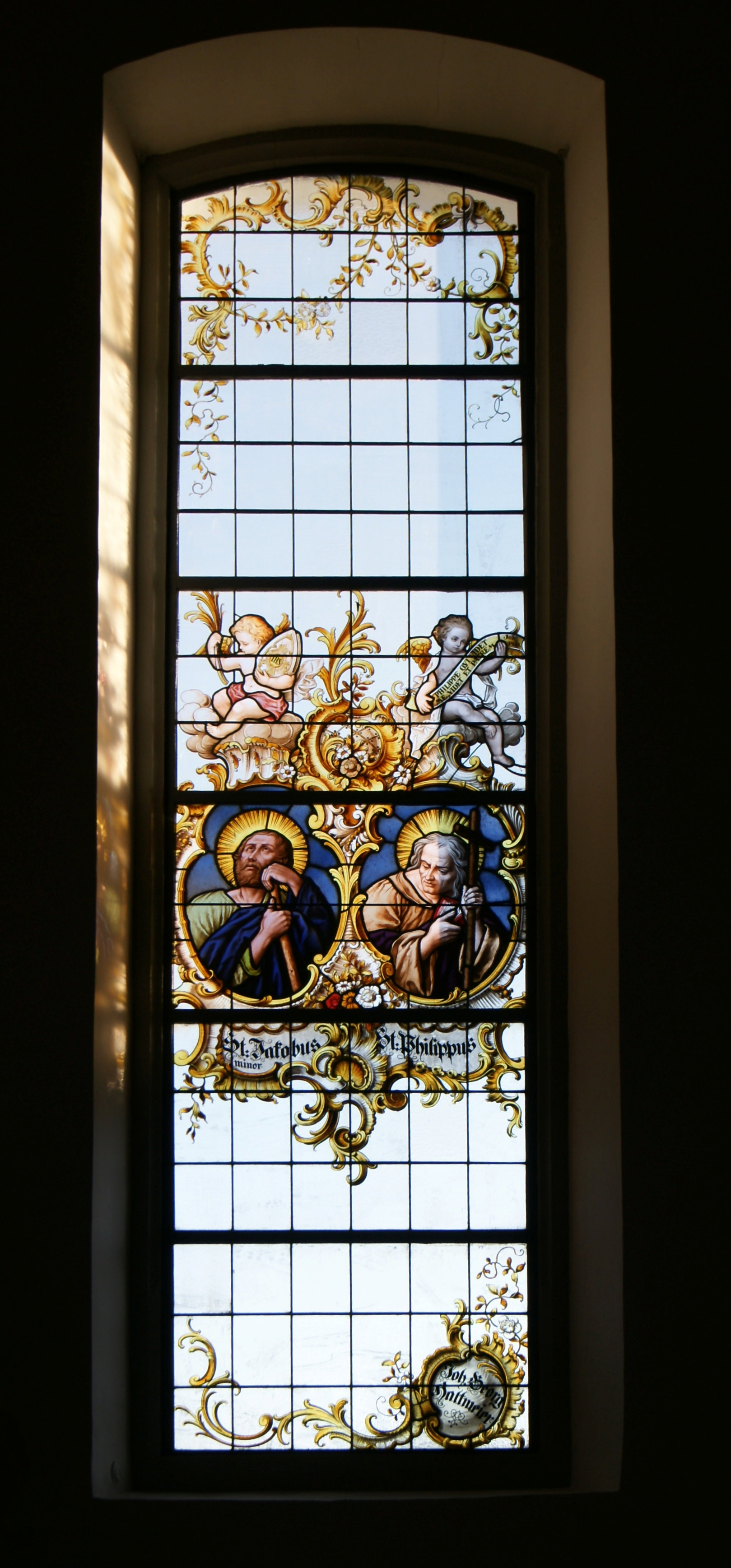
Vitrail de Franz Xaver Zettler à l'église Saint-Martin de Hörbranz représentant saint Jacques le Mineur et saint Philippe (1895)
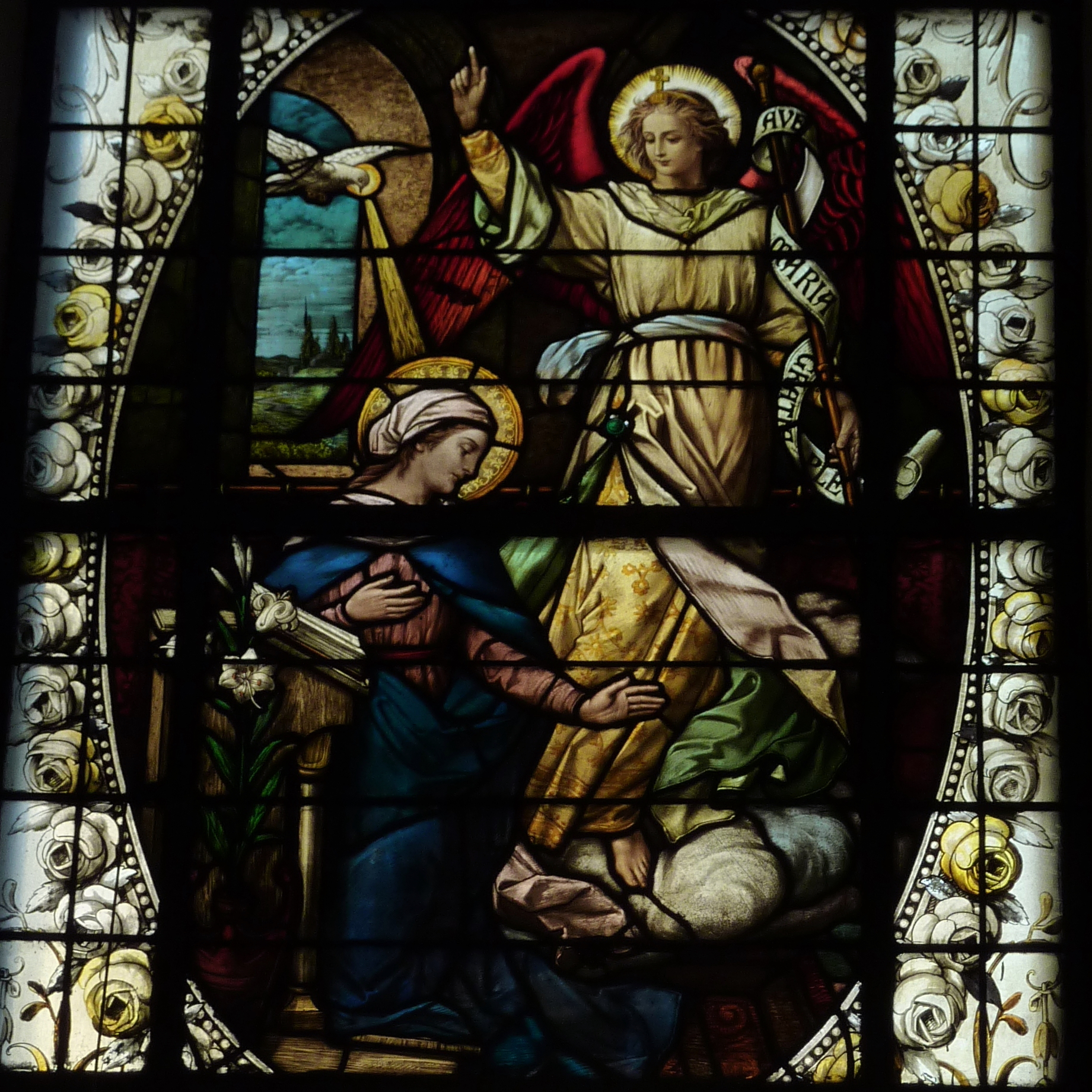
Vitrail de l'Annonciation à l'église Sainte-Marie de Mulhouse
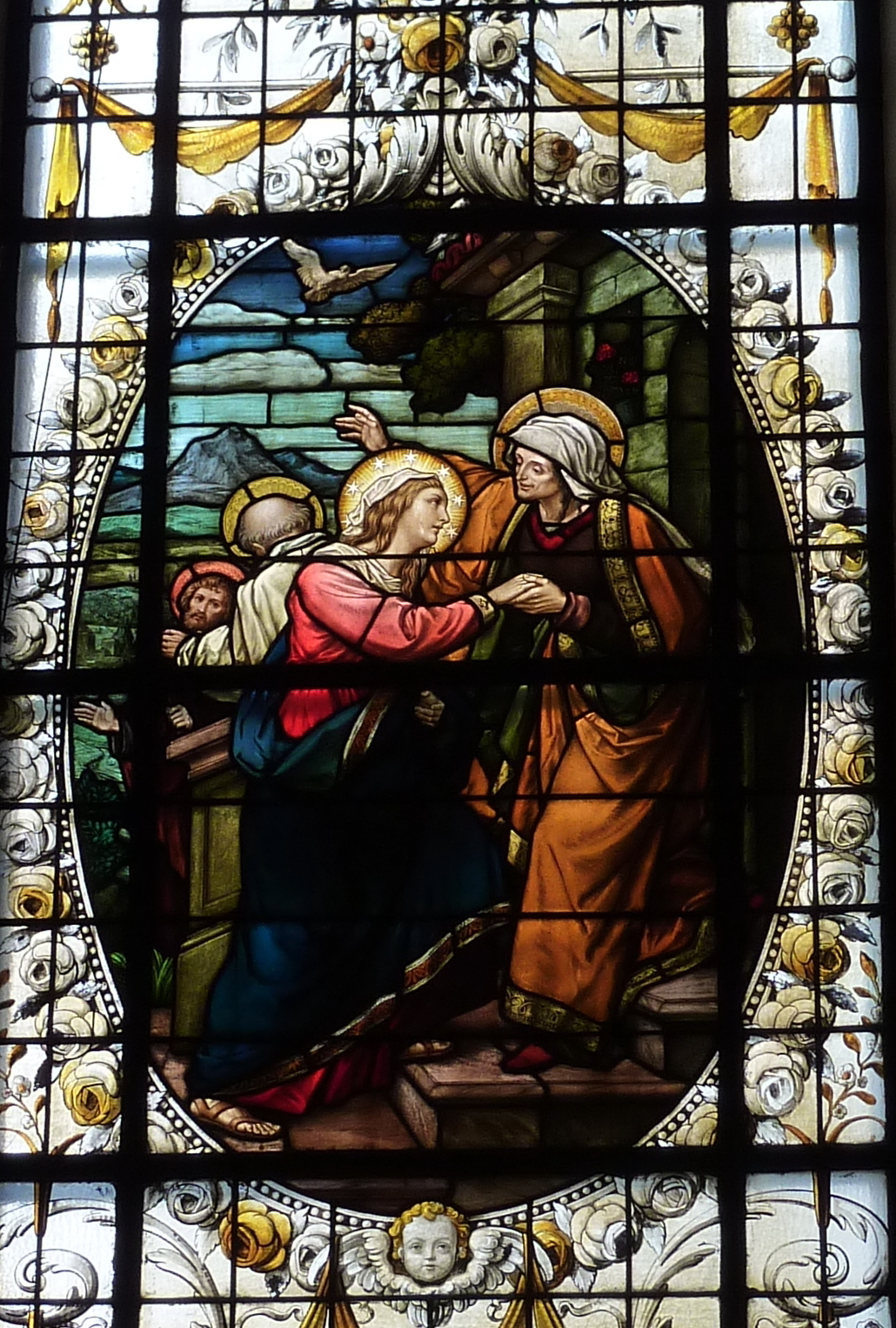
Vitrail de la Visitation à l'église Sainte-Marie de Mulhouse
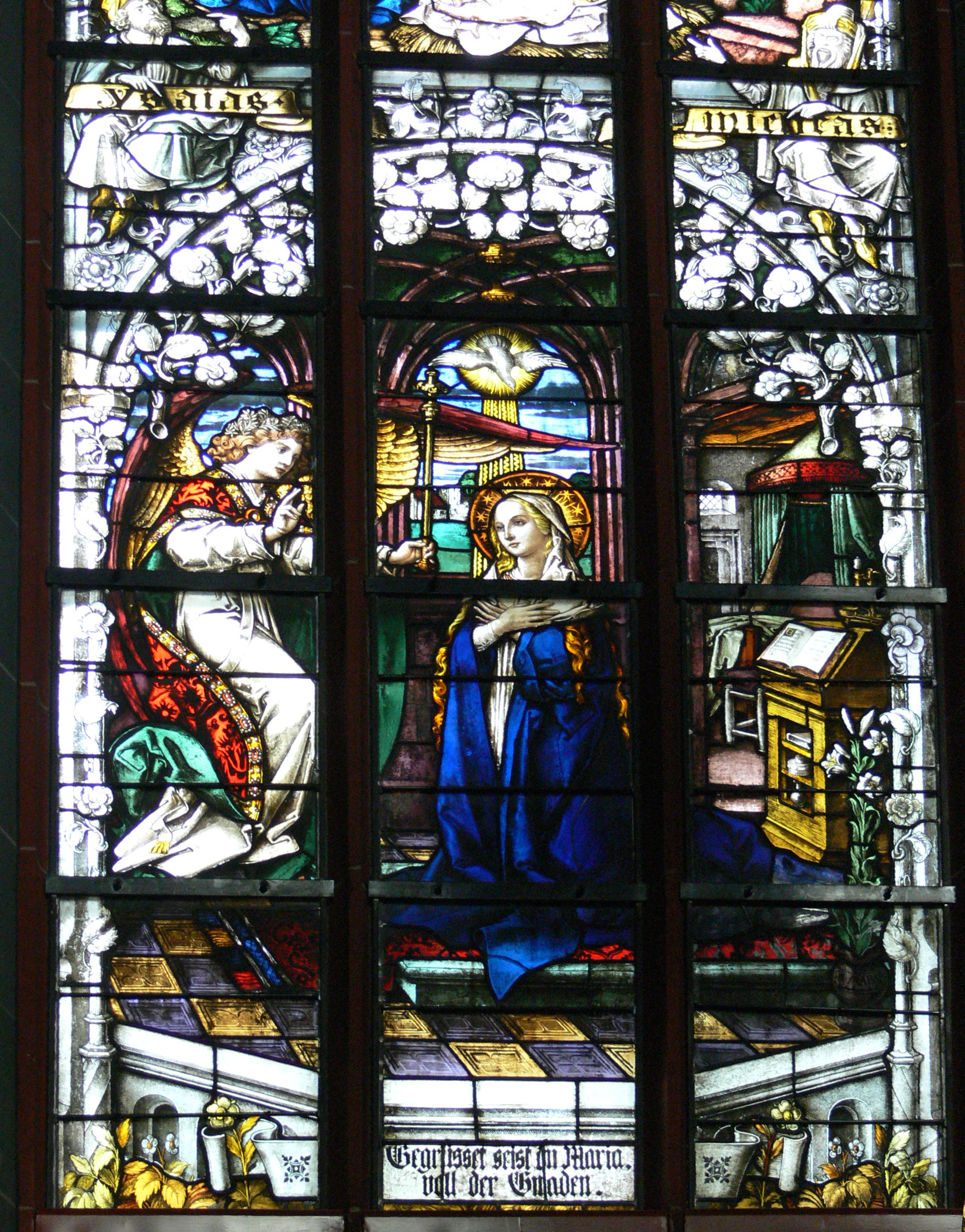
Vitrail du chœur de l'église Saint-Georges d'Ulm, représentant l'Annonciation dans le goût de la Renaissance (1907)
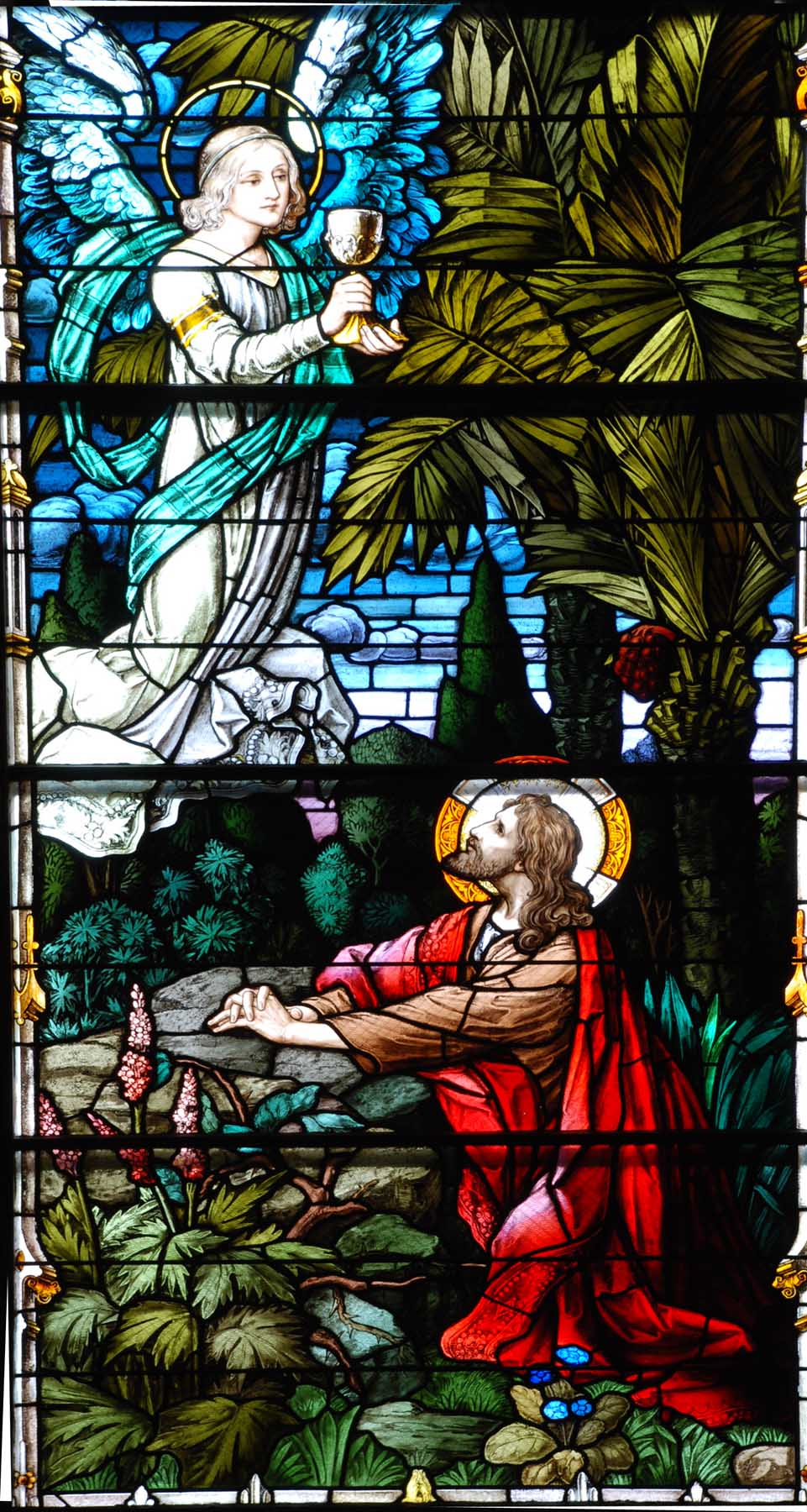
L'Agonie de Jésus au jardin de Gethsémani à l'église Sainte-Julie-Billiart de Hamilton aux États-Unis (1912)

### Autres vitraux

#### France
Églises anciennement dans l'Empire allemand:
- Église Sainte-Marie de Mulhouse, représentant les épisodes de la vie de la Vierge Marie.
- Église Sainte-Geneviève de Mulhouse, représentant les épisodes de la vie de Sainte Geneviève et d'autres saints.
- Église Notre-Dame-de-l'Assomption de Rouffach, 1895-1899, épisodes de la vie de Marie.
- Église Saint-Maurice à Freyming-Merlebach, vers 1911-1913.

#### Suisse
- Église Notre-Dame de Vevey
- Église anglaise de Vevey

#### États-Unis d'Amérique
- Cathédrale de l'Immaculée-Conception de Fort Wayne
- Cathédrale Sainte-Hélène d'Helena
- Église Saint-Michel-Archange de Chicago